# Gefecht bei Épinal
Frühjahrsfeldzug 1813
Lüneburg – Möckern – Halle – Großgörschen – Gersdorf – Bautzen – Reichenbach – Nettelnburg – Haynau – Halberstadt – Luckau
Herbstfeldzug 1813

Großbeeren – Katzbach – Dresden – Hagelberg – Kulm – Dennewitz – Göhrde – Altenburg – Wittenberg – Wartenburg – Liebertwolkwitz – Leipzig – Torgau – Hanau – Hochheim – Danzig
Winterfeldzug 1814

Épinal – Colombey – Brienne – La Rothière – Champaubert – Montmirail – Château-Thierry – Vauchamps – Mormant – Montereau – Bar-sur-Aube – Soissons – Craonne – Laon – Reims – Arcis-sur-Aube – Fère-Champenoise – Saint-Dizier – Claye –  Paris
Sommerfeldzug von 1815

Quatre-Bras – Ligny – Waterloo – Wavre – Paris
Das Gefecht bei Épinal fand statt während des Winterfeldzuges 1814 der Befreiungskriege am 11. Januar 1814 zwischen französischen und württembergischen Truppen, die von russischen Kosaken unterstützt wurden.
Napoleon selbst hatte Épinal als einen Schlüsselpunkt seiner Verteidigung gegen die nach Frankreich einmarschierende Böhmische Armee der Koalition hervorgehoben: In einer am 6. Januar 1814 abgefangenen Depesche an Marschall Victor schrieb er diesem: 

„Der Herzog von Belluno [der Ehrentitel Victors] hat sich nicht auf die Höhen von Zabern zu dirigieren, sondern auf Épinal.“

Als französische Truppen drei Tage später Épinal besetzten, waren auch die Württemberger bereits im Moseltal angelangt. Durch die schwere Niederlage, die die französischen Truppen dann im Gefecht von Épinal erlitten, wurden sie bewogen, sich von den Vogesen-Übergängen fort weit nach Westen zurückzuziehen. Damit wurde die Region westlich der Vogesen, insbesondere das Plateau von Langres, frei für den Aufmarsch der Böhmischen Armee.

## Vorgeschichte

### Die linksrheinischen Stellungen der französischen Truppen zum Jahreswechsel 1813/1814
Nach ihrer Niederlage in der Völkerschlacht bei Leipzig hatten sich die Reste der französischen Armee am 1. und 2. November 1813 vollständig auf die linke Rheinseite zurückgezogen. Die meisten Truppenteile überschritten den Rhein bei Mainz-Kastel. Es waren noch circa 70.000 Mann, die sich über den Rhein hatten retten können. Von diesen fielen aber viele den Krankheiten zum Opfer, die sich unter den Soldaten, aber auch der Zivilbevölkerung, ausbreiteten. Nach alten Quellen starben in Mainz 17.000 Mann der französischen Besatzung und 2.400 Einwohner. Die furchtbarste der Krankheiten war das Fleckfieber (Typhus ambulatorius), dessen Schrecken als Typhus de Mayence im Bewusstsein der Franzosen erhalten blieb.
Napoleon selbst traf am 2. November 1813 um 5:00 Uhr morgens von Höchst kommend in Mainz ein, wo er eine Woche blieb und versuchte, seine Truppen zu ordnen. Am 7. November 1813 um 22:00 Uhr reiste er nach Paris ab, wo er am 10. November 1813 eintraf. Unverzüglich erhöhte er die Steuern und machte seine Forderungen nach der Aushebung einer neuen Armee öffentlich. Am 15. November 1813 stimmte der Senat in Paris der Einberufung weiterer 300.000 Rekruten zur französischen Armee einstimmig zu.
Die Truppen, die nun Anfang November 1813 zur Verteidigung der französischen Ostgrenze zur Verfügung standen, hatte Napoleon in folgender Weise positioniert:
| Abschnitt                               | Kommandant                                             | Hauptquartier | Truppenstärke                                                      |
| --------------------------------------- | ------------------------------------------------------ | ------------- | ------------------------------------------------------------------ |
| Oberrhein: Basel bis Landau             | Marschall Victor                                       | Straßburg     | 10.000                                                             |
| Mittelrhein: Landau bis Koblenz         | Marschall Marmont                                      | Mainz         | 13.000                                                             |
| Festung Mainz:                          | General Morand                                         | Mainz         | zunächst 30.000, fast alle erkrankt, weniger als 15.000 überlebten |
| Mittelrhein: Koblenz bis zur Lippe      | General Sebastiani (unter dem Oberbefehl von McDonald) |               | 4.500                                                              |
| Niederrhein: von der Lippe bis Nijmegen | Marschall McDonald                                     | Köln          | 10.000                                                             |
| Summe kampffähiger Truppen              |                                                        |               | 37.500                                                             |

Auf der rechten Rheinseite wurde von den Franzosen nur noch Mainz-Kastel und bis zum 9. November 1813 Hochheim am Main gehalten.

### Die rechtsrheinischen Koalitionstruppen der Böhmischen Armee im Dezember 1813
Die Koalitionstruppen hatten ihr Hauptquartier am 5. November 1813 nach Frankfurt am Main verlegt. Dort begannen intensive Beratungen zwischen den verbündeten Mächten über den weiteren Fortgang des gemeinsamen Heerzuges. Am 1. Dezember 1813 wurde in Anwesenheit von Zar Alexander und des österreichischen Kaisers Franz beschlossen, einen Winterfeldzug nach Frankreich hinein zu führen. Der gemeinsame Plan bestand grob in Folgendem: die Koalitionstruppen sollten zum Jahreswechsel den Rhein überschreiten, und zwar die Schlesische Armee am Mittelrhein, die Böhmische Armee am Oberrhein. Die Böhmischen Armee sollte dann bis zum 15. Januar 1814 das Plateau von Langres besetzen und ihr Hauptquartier in die gleichnamige Stadt verlegen. Die Schlesische Armee sollte bis zum 15. Januar 1814 die Festung Metz erreicht und eingeschlossen haben.
Die böhmische Armee, die auf die Rheinebene zu rückte, gliederte sich in zwei leichte Divisionen, sechs Korps und ein Reservekorps sowie die russischen und preußischen Garden und Grenadiere. Im Einzelnen:
| Truppenteil                | Herkunftsland        | Kommandant                              | Truppenstärke |
| -------------------------- | -------------------- | --------------------------------------- | ------------- |
| Leichte Division           | Österreich           | Ferdinand von Bubna und Littitz         | 10.500        |
| Leichte Division           | Österreich           | Moritz von Liechtenstein                | 8.100         |
| erstes Korps               | Österreich           | Hieronymus von Colloredo-Mansfeld       | 18.700        |
| zweites Korps              | Österreich           | Aloys von Liechtenstein                 | 12.700        |
| drittes Korps              | Österreich           | Ignácz Gyulay                           | 14.700        |
| viertes Korps              | Württemberg          | Kronprinz Wilhelm von Württemberg       | 14.400        |
| fünftes Korps              | Bayern               | Carl Philipp von Wrede                  | ca. 35.000    |
| sechstes Korps             | Russland             | Ludwig Adolf Peter zu Sayn-Wittgenstein | 21.000        |
| Reservekorps               | Österreich           | Erbprinz Friedrich von Hessen-Homburg   | 19.000        |
| Garden und Grenadiere      | Russland und Preußen | Michael Andreas Barclay de Tolly        | 39.000        |
| Kosaken                    | Russland             | Matwei Iwanowitsch Platow               | 6.000         |
| Summe kampffähiger Truppen |                      |                                         | ca. 200.000   |

Die Böhmische Armee führte etwa 700 Geschütze mit. Sie wurde während des Feldzuges laufend durch nachrückende Truppen verstärkt, so zum Beispiel durch die badischen Truppen.

### Der Rheinübergang der Böhmischen Armee
Es zeigte sich bald, dass die Rheinebene die große Zahl an Soldaten der Böhmischen Armee zur Winterszeit nicht ernähren konnte. Deshalb mussten einige Kontingente zunächst in Schwaben und Thüringen zurückbleiben. Um den Durchzug der Truppen abzukürzen, begann der Rheinübergang über eine Schiffsbrücke bei Basel in der Nacht vom 20. auf den 21. Dezember 1813. Als erste überschritt die leichte Division Bubna den Fluss, dann die Korps Gyulay und Aloys Liechtenstein, am 22. Dezember folgte das Korps Wrede. Bei Laufenburg, östlich von Basel, überschritten die leichte Division Moritz Liechtenstein und das Korps Colloredo den Rhein, bei Schaffhausen das österreichische Reservekorps. Das württembergische Korps und die Garden begannen den Übergang am 1. Januar 1814 bei dem Örtchen Märkt nördlich von Weil am Rhein. Das russische Korps Wittgenstein schloss zunächst die Festung Kehl am Rhein ein und begann ebenfalls am Neujahrstag des Jahres 1814 den Rheinübergang weiter im Norden bei Rastatt über eine Pontonbrücke.

### Die Bewegungen der französischen Truppen

#### Die Bewegungen des Korps Victor
Die einzigen französischen Truppen, die Ende Dezember 1813 im Elsass zwischen Vogesen und Rhein standen, waren die des Korps Victor, dessen Gros bei Straßburg stand. Eine weitere Division unter General Milhaud stand bei Colmar. Angesichts der großen Masse gegnerischer Truppen, die den Rhein überschritten, zog sich Marschall Victor mit dem Gros seiner Truppen nach Saverne (Zabern) nordwestlich von Straßburg zurück und befahl General Milhaud, sich in die Vogesen nahe Sainte-Marie-aux-Mines (Markirch), an der Straße nach St.Dié nordwestlich von Colmar, zurückzuziehen. Victors Intention bestand darin, sich baldmöglichst mit dem Korps Marmont zu vereinen, um dem Gegner mit stärkeren Kräften entgegentreten zu können. Dieser Plan scheiterte, da Marmont mit seinen Truppen von der Schlesischen Armee innerhalb einer Woche bis zum 7. Januar 1814 über die Saar zurückgedrängt wurde. Victor verließ daraufhin mit seinen Truppen Saverne und begab sich über Mutzig nach Baccarat, westlich von St. Dié im oberen Tal der Meurthe. Bei Saverne blieben nur zwei Regimenter der Ehrengarde stehen, die feindlichen Bewegungen bei Straßburg zu beobachten.

#### Das Hilfskorps unter Marschall Ney
Napoleon, der sich zwar in Paris befand, mit dem seine Marschälle aber in ständigem Kontakt standen, tadelte Victors Verhalten streng. Nach seiner Meinung war der Rückzug allzu eilig vollzogen worden. Er ordnete an, dass eine Division Rekruten mit 400 Reitern und zwei Batterien, die kurz zuvor in Saarlouis aufgestellt worden war, nach Nancy zu verlegen sei, wo sich Marschall Ney befand, der kurz zuvor beauftragt worden war, dort ein neues Korps aufzustellen. Marschall Ney ordnete die Truppen neu und sandte 4000 Mann mit 600 Reitern und einigen Kanonen unter Generalmajor Rousseau das Moseltal aufwärts nach Épinal. Marschall Victor, der nunmehr meinte, Verstärkung und Reserven hinter sich zu haben, rückte wieder nach Osten vor und befahl einer Division unter General Duhèsme, die um Dragoner unter General Lhéritier verstärkt worden war, auf St. Dié vorzurücken, wo sie am 10. Januar 1814 im Gefecht von St. Dié auf Truppen des bayerischen Korps Wrede trafen.

#### Der Marsch der Alten Garde unter Marschall Mortier
Zwei Divisionen der Alten Garde hatten sich bis zum 24. Dezember 1813 unter dem Befehl von Marschall Mortier in Namur im heutigen Belgien gesammelt. Als in Paris bekannt wurde, dass die Böhmische Armee den Rhein zu überschreiten begonnen hatte, wurde Mortier mit seinen Divisionen zunächst nach Reims und dann – mit anderen Truppenteilen – nach Langres beordert, um den direkten Weg nach Paris zu sperren. Am 10. Januar 1814 traf als erste die Kavallerie-Division Laferriére in Langres ein und zwei Tage später Marschall Mortier mit den Divisionen der Alten Garde.
Am 9. Januar 1814 waren aber auch die ersten Truppen der Vorhut des österreichischen Korps Gyulay zur Erkundung in der Umgebung von Langres eingetroffen, wo sie verharrten, bis das Gros des Korps wenige Tage später eintraf.

### Die Bewegungen der österreichischen Truppen

#### Die Division Bubna
Die leichte Division Bubna erreichte über Bern, Fribourg und Lausanne am 30. Dezember 1813 Genf, das bereits seit Jahren fest in das französische Kaiserreich integriert war. Die Stadt wurde im Handstreich genommen, die französische Besatzung floh. Von Genf aus wurde das damals französische Wallis wieder besetzt und die Pässe des Großen Sankt Bernhard und des Simplon gegen die französischen Truppen in Norditalien gesichert. Mit dem Gros seiner Truppen zog Bubna weiter, nahm am 11. Januar 1814 Bourg-en-Bresse ein und stand am 18. Januar 1814 mit noch 4.000 Mann vor Lyon. Bubna wusste nicht, dass Lyon von nicht mehr als 1.600 Mann verteidigt wurde und die wohlhabenden Bürger die Stadt bereits verlassen hatten. Er zog seine Truppen nach Pont-d’Ain zurück und nahm sein Hauptquartier wieder in Genf.

#### Das Korps Colloredo

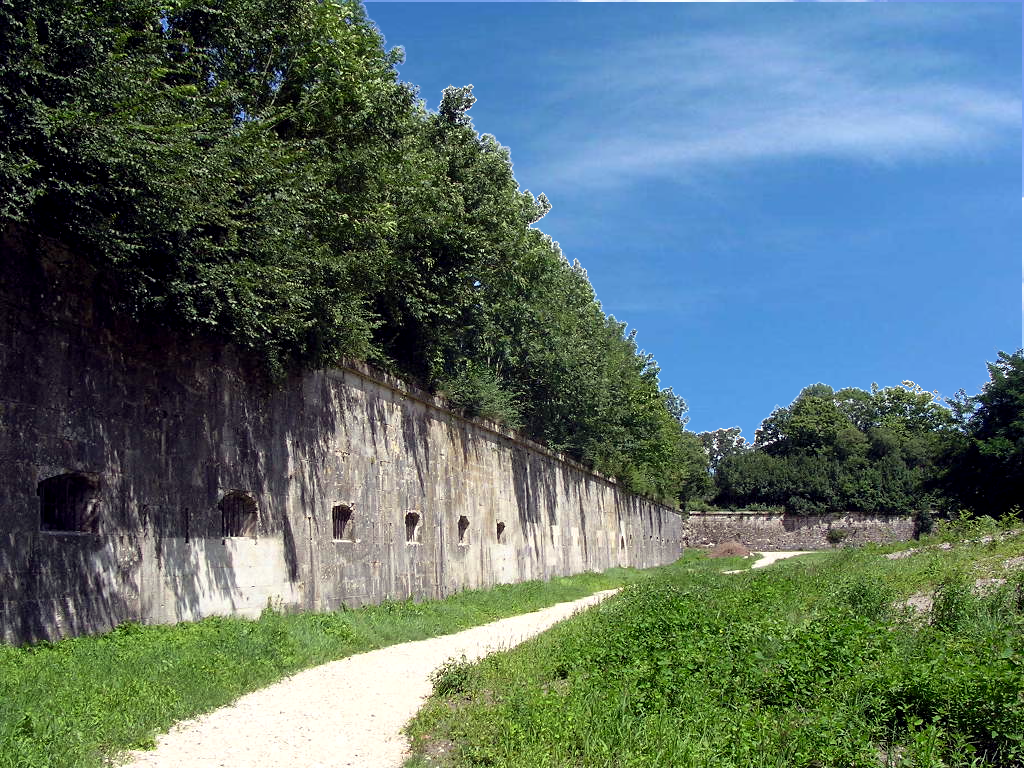
Die Festung Auxonne, bis heute erhalten

Das Korps Colloredo und die leichte Division Moritz Liechtenstein zogen über Aarau nach Bern und weiter nach Neuchâtel. Dort teilte sich das Korps, zwei Divisionen unter Colloredo gingen über Baume-les-Dames und Montbozon nach Langres, eine Division und die leichte Division Moritz Liechtenstein gingen wesentlich weiter westlich über Dole nach Auxonne, das stark befestigt war. Dort lag eine französische Besatzung von 3000 Mann unter dem Befehl von General Veaux, die allein über 60 Geschütze verfügten. Eine Division blieb dort zur Belagerung zurück; die leichte Division Moritz Liechtenstein marschierte über Dijon westlich an Langres vorbei nach Châtillon-sur-Seine in der Richtung auf Troyes.

#### Das Korps Aloys Liechtenstein

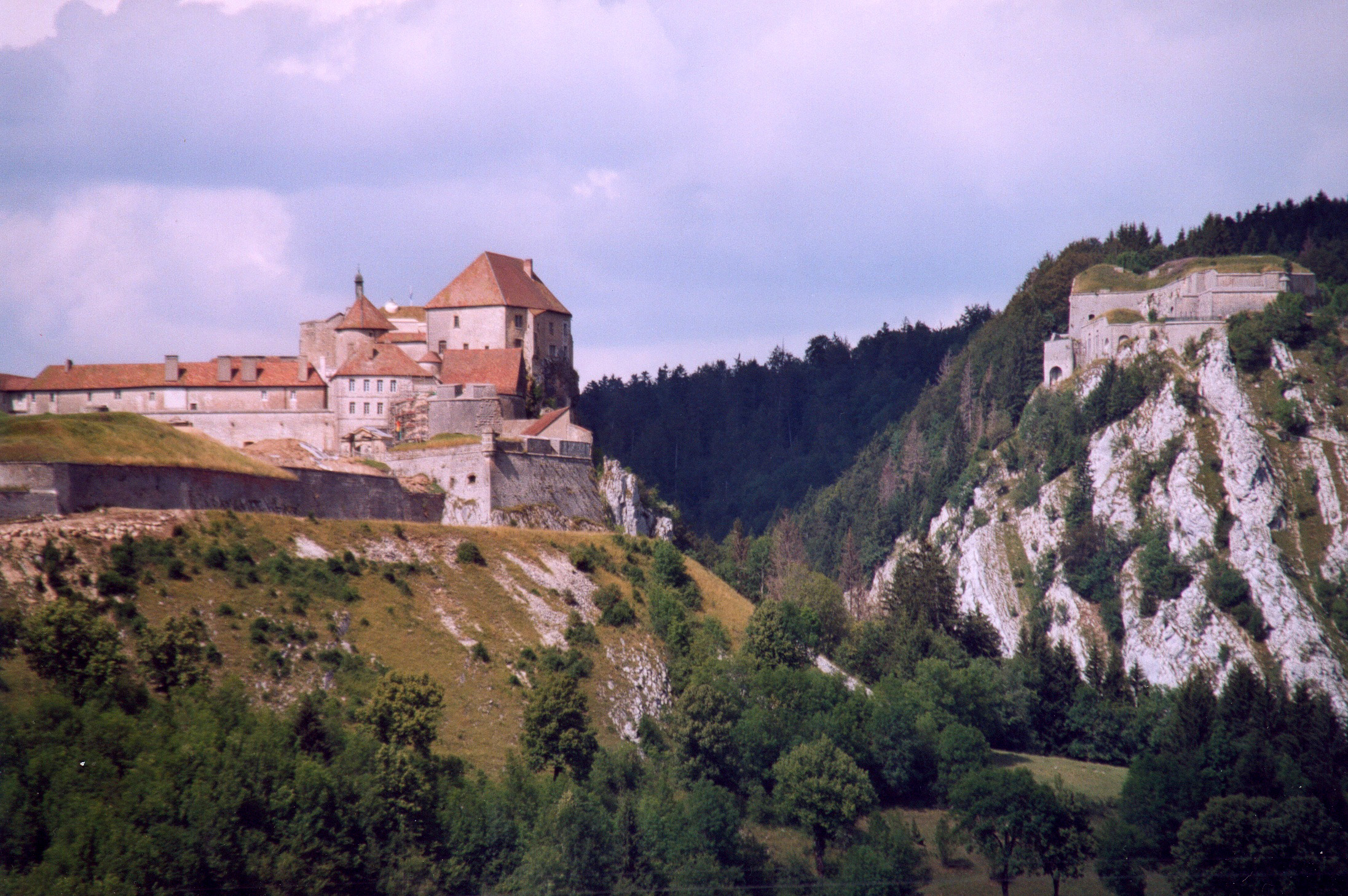
Das Château de Joux

Das Korps Aloys Liechtenstein ging über Solothurn nach Neuchâtel und von dort nordwestwärts nach Pontarlier. Vor Pontarlier versperrte das befestigte und uneinnehmbare Château de Joux den Weg. Das Korps umging es nordöstlich über den Grand Taureau. Château de Joux wurde von einem Kontingent eingeschlossen und kapitulierte am 15. Januar 1814. Das Gros des Korps Liechtenstein erreichte am 6. Januar 1814 auf der Straße über L’Hôpital-du-Grosbois die Stadt Besançon, dessen gewaltige Festung es einschloss und bis auf weiteres belagerte.

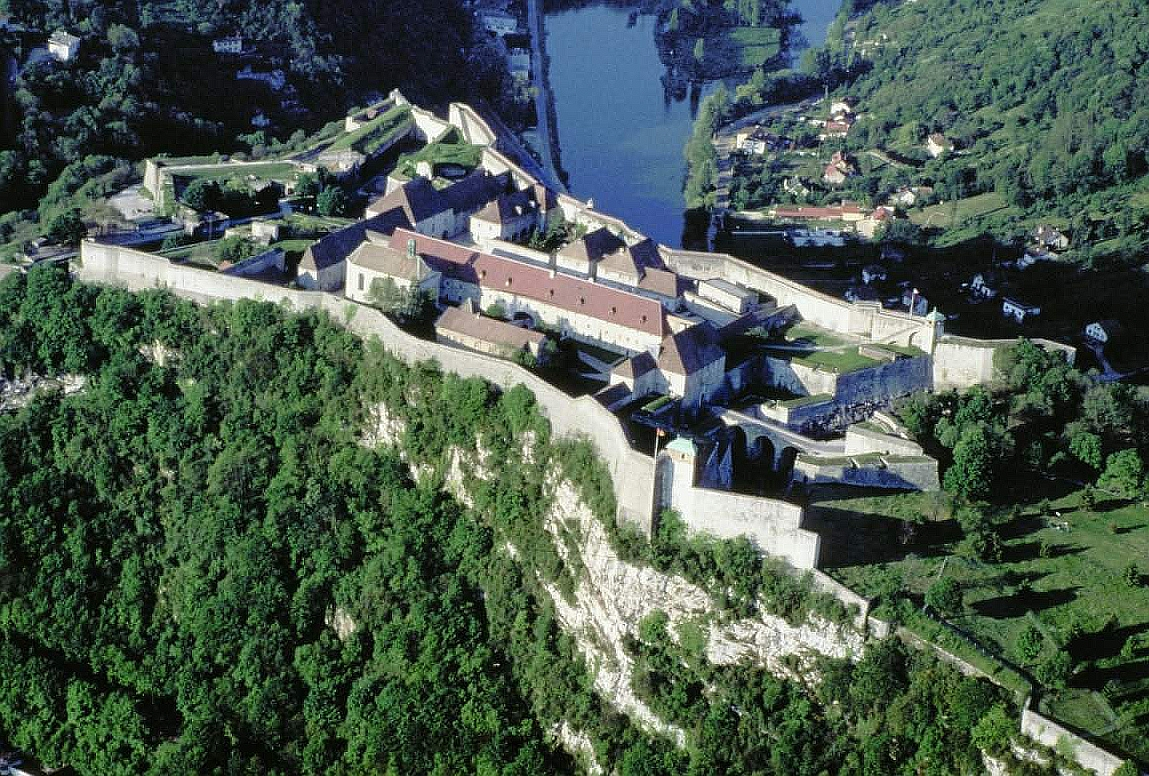
Die Zitadelle der Festung Besançon

#### Das Korps Gyulay
Das Korps Gyulay teilte sich, eine Division unter Bianchi marschierte nach Belfort, schloss dort für wenige Tage die Festung ein und ging dann auf Befehl des Hauptquartiers weiter nach Vesoul, wo es am 9. Januar 1814 wieder zum Gros des Korps stieß. Letzteres war nach Biel marschiert und von dort nordwestlich über Porrentruy nach Montbéliard in der Burgundischen Pforte, wo es am 3. Januar 1814 eintraf. Am 7. Januar 1814 besetzte es die befestigte Stadt Vesoul und ging am 9. Januar 1814 weiter auf Langres zu, wo es bis zum 17. Januar 1814 als erstes Korps der Böhmischen Armee eintraf.

#### Die österreichischen Reserven
Die österreichischen Reserven unter dem Erbprinzen von Hessen-Homburg marschierten über Zürich nach Bern, wo sie am 29. Dezember 1813 eintrafen, und ebenfalls weiter nach Neuchâtel. Von dort zogen sie über Pontarlier und Dole nach Dijon, wo sie einige Wochen liegen blieben, ehe sie gemeinsam mit der Division Bubna die sogenannte Südarmee bildeten, die sich gegen die neu aufgestellte französische Armee bei Lyon wendete.

### Die Bewegungen des bayerischen Korps
Das bayerische Korps unter Wrede schloss nach dem Rheinübergang zunächst die gewaltige Festung Hüningen ein und zog dann weiter nach Belfort, um auch die dortige Festung einzuschließen. Die folgenden Tage wurden damit zugebracht, kleinere Festungen im Elsass einzuschließen.

#### Das Gefecht bei St.Croix am 24. Dezember 1813
Bereits am 24. Dezember 1813 kam es zum Reitergefecht bei St.Croix, wo 240 Husaren und 400 Kosaken von drei überlegenen französischen Reiterbrigaden unter General Milhaud eingeschlossen wurden und sich nur unter nennenswerten Verlusten befreien und zurückziehen konnten.

#### Das Gefecht von St.Dié am 10. Januar 1814
Am 9. Januar 1814 erhielt Wrede vom Hauptquartier der Böhmischen Armee den Befehl, die Vogesen zu überschreiten. Sein Korps versuchte am 10. Januar 1814 das obere Tal der Meurthe zu erreichen, die Spitze der Vorhut traf aber westlich von St. Dié gegen Mittag auf die französischen Truppen des Generals Duhèsme, die in östlicher Richtung vorrückten. Die Bayern zogen sich zunächst durch Saint-Dié bis hinter den Ort Sainte-Marguerite zurück, den die Franzosen unverzüglich besetzten. Nachrückende bayerische Truppen stürmten aber bald darauf Sainte-Marguerite und trieben die Franzosen über die Meurthe zurück. Herangeführte bayerische Geschütze fügten den fliehenden Franzosen erhebliche Verluste zu. Schließlich erreichten die bayerischen Truppen St. Dié und die dort befindlichen Brücke, besetzten den Ort und rückten weiter nach Westen vor. Die französischen Truppen zogen sich umgehend nach Westen auf den Ort Rambervillers zurück. Als Folge des Gefechts blieb das bayerische Korps einige Tage stehen, sicherte das Terrain und bewegte sich erst am 16. und 17. Januar 1814 weiter nach Westen.

### Die Bewegungen des württembergischen Korps
Das württembergische Korps wurde vom Hauptquartier der böhmischen Armee angewiesen das größere bayerische Korps zu unterstützen, und dessen Verbindung zu den österreichischen Korps sicherzustellen. Das württembergische Korps engagierte sich folglich zunächst dabei, die kleineren Festungen im Elsass einzuschließen, erhielt aber dann Befehl des Hauptquartiers, die Vogesen zu überschreiten, um das obere Moseltal bei Remiremont zu erreichen, und sich von dort über Plombières-les-Bains auf Langres zuzubewegen. Zur Unterstützung wurden ihm die Donkosaken unter Platow zugeteilt. Nacheinander überquerten diese Truppen den Vogesenkamm über den Col de Bussang (Büssing Pass), auf dessen Westseite die Mosel entspringt. Die Ersten der vorauseilenden Kosaken erreichten Épinal am 7. Januar 1814, ohne auf französischen Widerstand zu treffen. Als sie aber über Epinal hinaus streiften, trafen sie auf eine starke französische Division. Die zahlenmäßig schwachen Kosaken wichen bis Pouxeux zurück.
Am 9. Januar 1814 erreichte die Vorhut der Württemberger Remiremont, wo ihnen durch die Kosaken bekannt wurde, dass Épinal zwischenzeitlich von französischen Truppen besetzt worden war. Dies waren die Truppen der Division unter Generalmajor Rousseau, die Marschall Ney aus Nancy das Moseltal hinauf gesendet hatte. Sie wurden begleitet von 600 Reitern unter dem General Duvigneau. Der württembergische Kronprinz beschloss, zunächst die Franzosen aus Épinal zu vertreiben, und erst dann den Marsch nach Langres fortzusetzen. Er teilte seine Truppen hierzu auf und besetzte vorab zusätzlich die Orte Docelles und Xertigny, von denen Straßen direkt nach Épinal führten.

## Das Gefecht bei Épinal am 11. Januar 1814

### Der Aufmarsch der württembergischen und der Rückzug der französischen Truppen
Am frühen Morgen des 11. Januar 1814 begannen die württembergischen Truppen auf Épinal vorzurücken. Das stärkste Kontingent unter General Franquemont brach von dem Ort Éloyes im oberen Moseltal südlich von Épinal auf und marschierte entlang des Flusses nordwärts. Ihre Vorhut bestand aus einem Jägerbataillon, einem Schwadron Reiter und vier Geschützen der berittenen Artillerie. Das Gros bestand aus drei Regimentern und einem Bataillon Infanterie, zwei Schwadronen Kavallerie und zwei Batterien. Die Munitionswagen und die Gefährte zum Transport Verwundeter folgten unmittelbar; die restlichen Truppen wurden in Erwartung des Gefechts in westlichen Seitentälern verborgen. In Pouxeux teilte General Franquemont einen Teil seiner Truppen unter General Christoph Döring ab, die am rechten Moselufer weiter vorgehen sollte, während das Gros der alten Straße weiter folgte, die noch heute am linken Moselufer verläuft. Vom gleichen Ort ausgehend, führte General Pjotr Grekov zwei Kosaken-Pulks um Épinal herum bis nach Thaon-les-Vosges, nördlich von Épinal an der Mosel gelegen, mit dem Ziel, den Franzosen, die in Épinal standen, den Rückzug zu versperren. Etwas später sollte der Rest der Platovschen Kosaken Épinal im Westen umgehen, um die Franzosen auch von dieser Seite einzuschließen. Diese Kosaken entschlossen sich aber kurz darauf, wegen der schlechten Wegverhältnisse, doch nach Osten auszuweichen, wurden auch dort durch die schlechten Straßen aufgehalten, und nur wenige von ihnen erreichten an diesem Tage noch Thaon-les-Vosges. Damit war der Plan des württembergischen Kronprinzen in einem seiner wesentlichen Punkte gescheitert.

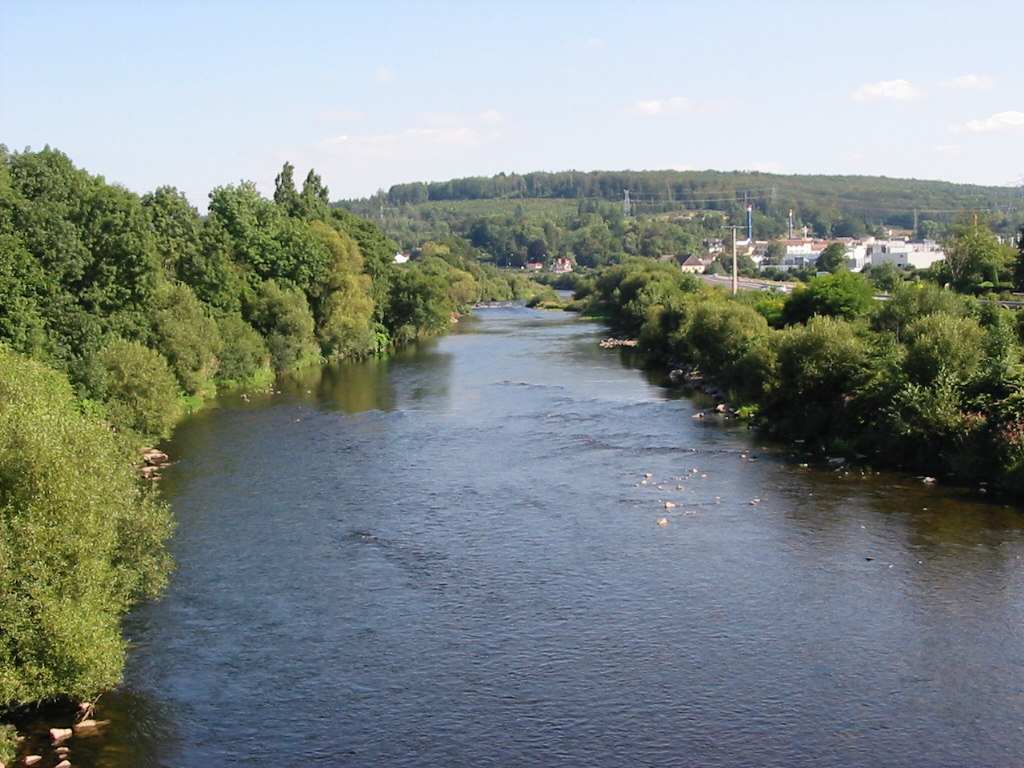
Die Mosel zwischen Eloyes und Arches

Ein weiteres württembergisches Kontingent unter General Karl von Jett marschierte von dem Ort Xertigny westlich des Moseltals auf einer kleineren Straße direkt nach Norden auf Épinal zu. Es umfasste ein Bataillon Infanterie, fünf Schwadronen Kavallerie und sechs Geschütze. Ihm folgten auf derselben Straße ein Kavallerieregiment mit vier Kanonen unter Prinz Adam von Württemberg.
Von Osten näherten sich ein Infanterieregiment und ein Jägerbataillon unter General Stockmayer vom Ort Docelles her.
Mehrere Kosaken-Pulks unter den Generalen Kaisarow und Scherbatow sicherten die Straßen, die von Épinal unmittelbar nach Osten in die Berge nach Bruyères und Rambervillers führen.
Als die Württemberger in Épinal einrückten, leisteten die teilweise sehr jungen französischen Rekruten zunächst verbissen Widerstand, aber General Rousseau erkannte sehr schnell, dass er der Masse der Gegner nicht würde standhalten können, und ordnete einen sofortigen Rückzug nach Norden an. Dieser Rückzug wurde mit solcher Geschwindigkeit durchgeführt, dass die württembergische Artillerie, als sie endlich in Stellung war, kein Ziel mehr fand: Die Franzosen waren verschwunden.

### Die Verfolgung der französischen Truppen

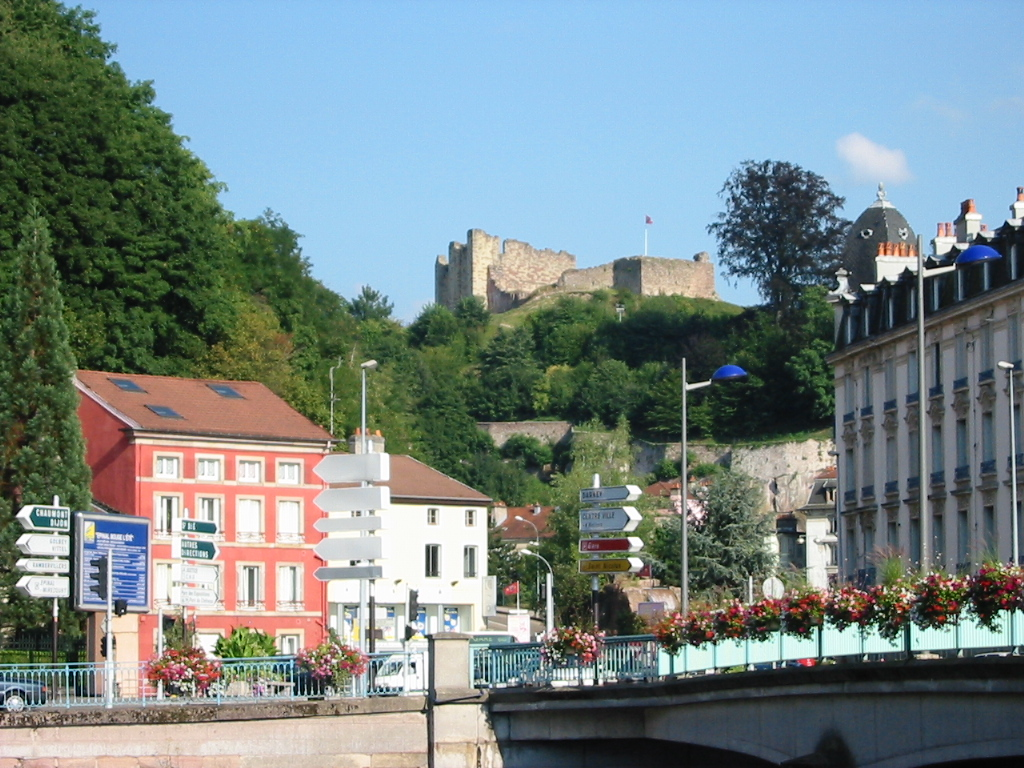
Der Schlossberg in Épinal:
zu beiden Seiten drangen die Württemberger in die Stadt ein

Kronprinz Wilhelm sammelte seine Truppen in Épinal und beschloss später, die Franzosen mit 10 Schwadronen Reiterei und einer berittenen Batterie zu verfolgen. Die Franzosen ihrerseits bewegten sich in zwei Gruppen nach Norden auf Thaon-les-Vosges zu: die eine im Talgrund entlang des Flusses, die andere westlich der Mosel auf halber Höhe am Hang, also so, wie noch heute die Hauptstraßen verlaufen. Als die in Thaon-les-Vosges wartenden Kosaken die Franzosen sahen, griffen sie deren Reiterei sofort energisch an und rieben sie fast vollständig auf. Gegen die französische Infanterie konnten sie sich aber nicht durchsetzen, sondern wurden von dieser im Gegenzug aus Thaon-les-Vosges vertrieben. Die Franzosen konnten daraufhin ihren Rückzug nach Norden entlang der Mosel fortsetzen. Auf ihrem Wege wurden sie immer wieder von Kosaken und württembergischen Reitern angegriffen und von deren Artillerie beschossen. Letzteres kostete den Franzosen die meisten Verluste. Ihre Toten und Verwundeten lagen zwischen fortgeworfenen Gewehren in großer Zahl entlang der Straße bis zu dem Ort Charmes, der von dem verbliebenen Rest der französischen Division bei Dunkelwerden erreicht wurde.
Von den 4600 Franzosen, die am Morgen in Épinal standen, entkamen nur etwa 1000; 500 gerieten in Gefangenschaft, alle anderen fielen oder blieben verwundet zurück.

## Die nächsten Tage
Das Gros der Württemberger verbrachte die folgende Nacht in Épinal, gesichert durch zwei starke Abteilungen, die nördlich der Stadt das Moseltal observierten. Am 12. Januar 1814 blieben die Württemberger in ihren Stellungen stehen, weil sie einen Gegenangriff der Franzosen befürchteten. Am 13. Januar 1814 rückten sie nach Westen ab. Am 17. Januar 1814 erreichten sie Montigny-le-Roi (48° 0′ N, 5° 30′ O), das bereits nordöstlich von Langres lag.

### Der weitere Rückzug der Franzosen
Die Franzosen aber, beeindruckt durch das Gefecht bei Épinal, zogen sich weit zurück. Marschall Victor zog seine Truppen im Moseltal bei Saint-Nicolas vor den Toren von Nancy zusammen und marschierte am 14. Januar 1814 durch Nancy, das Marschall Ney mit seinem kleinen Reserve-Korps bereits am Vortage verlassen hatte, nach Westen ab. Zwei Tage später besetzte die Avantgarde der Schlesischen Armee Nancy, am 17. Januar 1814 verlegte Blücher sein Hauptquartier dorthin.
Die französischen Korps, darunter auch dasjenige von Marschall Marmont, der sich vor der Schlesischen Armee zurückgezogen hatte, sammelten sich 10 Tage später weiter im Westen bei Vitry-le-François an der Marne. Dort übernahm Napoleon persönlich das Kommando über seine Truppen.

### Der Rheinübergang der Grenadiere und Garden
In den letzten Tagen des Jahres 1813 erreichten die russischen und preußischen Garden und Grenadiere die Stadt Freiburg im Breisgau, wo sie zunächst stehen blieben. Am 13. Januar 1814, dem russischen Neujahrstag, überschritten sie gemeinsam mit einer Brigade der badischen Garde bei Basel den Rhein. Insgesamt waren es 33 Bataillone, 51 Escadron Kavallerie und 12 Batterien Artillerie. Soweit sie nicht bei der Belagerung der Festung Belfort benötigt wurden, zogen diese Truppen durch die Burgundische Pforte nach Vesoul, das am 17. Januar 1814 erreicht wurde.

### Die Einnahme von Langres
Am 14. Januar 1814 erreichte das österreichische Korps Gyulay die Umgebung von Langres von Süden und nutzte die beiden folgenden Tage zur weiträumigen Erkundung. Es wurde bekannt, dass Langres von zwei Divisionen unter Marschall Mortier besetzt war, die von einer Kavallerie-Division begleitet wurden. Für den 17. Januar 1814 ordnete Gyulay den Angriff auf Langres an, das aber am Morgen desselben Tages von den Franzosen ohne Kampf verlassen wurde. Marschall Mortier hatte erkannt, dass ihn das württembergische Korps einzuschließen drohte, und beschlossen, seine Truppen bis Chaumont zurückzuziehen.
Langres ergab sich daraufhin ohne Gegenwehr den Österreichern und wurde von ihnen am selben Tage, dem 17. Januar 1814, besetzt. Am 20. Januar 1814 verlegte Fürst Schwarzenberg sein Hauptquartier nach Langres, womit der Aufmarsch der Böhmischen Armee nach den zuvor gefassten Plänen beendet war.